# Associazione Calcio Dilettantistica Guidonia
L'Associazione Calcio Dilettantistica Guidonia, in breve ACD Guidonia o semplicemente Guidonia, è una società calcistica italiana con sede a Guidonia Montecelio, nella città metropolitana di Roma. Milita in Prima Categoria, settima serie del campionato italiano di calcio.
Vanta quale maggior successo una decina di partecipazioni alla Serie D.
I colori sociali sono il blu, il giallo e il rosso.

## Storia
La società è nata nel 1954. Dal 2002 al 2011 ha militato in Serie D per ben 9 stagioni consecutive.
Nella stagione 2007-2008 la squadra è retrocessa in Eccellenza Lazio dopo i play-out persi contro il Calangianus, salvo poi essere ripescata.
All'inizio della stagione 2010-2011 partecipa per la prima volta nella storia alla Coppa Italia, affrontando in trasferta nel turno preliminare il Como, il risultato finale è di 3-1 per i lariani con gol di Vittorini per i guidoniani.
Nella stagione 2016-2017 cambia la propria denominazione sociale in Acd Guidonia.

## Stadio
La società disputa le proprie partite interne presso lo Stadio "Comunale" di Guidonia. L'impianto può ospitare 2900 spettatori, ed è con due tribune di cui una coperta. Il campo di gioco è di 105m x 65m ed è in erba sintetica. L'inaugurazione del nuovo manto è avvenuta nel 2006 con ospite la S.S. Lazio. A causa della scadenza della omologazione del campo, dalla stagione 2017-2018 al 2019-2020 le gare interne le hanno disputate nello Stadio "Fiorentini" di Montecelio e al "Sant'Andrea" di Gallicano nel Lazio. Il manto poi è stato rinnovato e sono ritornati al "Comunale" nel 2021. Nella stagione 2023-2024, alla scadenza del bando, la gara successiva viene vinta dal Guidonia Montecelio 1937 Football Club (ex Monterosi Tuscia); in virtù di ciò il Guidonia "storico" sposta le gare interne al campo "Fiorentini" di Montecelio. Nella stagione 2024-2025 i "due Guidonia" raggiungono un accordo per usare congiuntamente il "Comunale" per le partite in casa; in caso di concomitanze di calendario, l'ACD Guidonia si sposta al campo "Giovanni Torlonia" di Palombara Sabina. Nella stagione 2025-2026 l'ACD Guidonia si sposta al campo "Attilio Ferraris" di Villanova di Guidonia per gli allenamenti e partite casalinghe.

## Palmarès

### Competizioni regionali
- Eccellenza: 1

1994-1995

### Altri piazzamenti
- Serie D:

Secondo posto: 2009-2010 (girone E)
- Eccellenza:

Secondo posto: 2001-2002 (girone A)
Terzo posto: 1993-1994 (girone A)
- Promozione:

Secondo posto: 1990-1991 (girone B)